# Benito Fernández (político español)
Benito Fernández, fue un político español.

## Reseña biográfica
Nombrado Gobernador de la provincia de Zaragoza por la Junta Interina de Gobierno de la provincia de Zaragoza.
Del 18 de julio de 1854 al 20 de agosto de 1854 fue Presidente de la Diputación Provincial de Zaragoza.
| Predecesor: Juan de Cárdenas y Unzaga | Presidente de la Diputación Provincial de Zaragoza 18 de julio de 1854 - 20 de agosto de 1854 | Sucesor: Cayetano Cardero y Romeo |